# نايف استيتية
نايف زكريا نايف استيتية (موالبد عام 1965) سياسي أردني شغل منصب وزير العمل في حكومة بشر الخصاونة من 11 تشرين الأول 2021 إلى 27 تشرين الأول 2022.
حاصل على شهادة البكالوريوس في إدارة الأعمال، حاصل على شهادة دبلوم عالي كخبير إداري معتمد  من مركز التجارة الدولية (ITC) سويسرا- جنيف وحاصل على شهادة برنامج إدارة تنفيذية عليا من جامعة هارفرد في القيادة والتنظيم وشهادة برنامج إدارة تنفيذية عليا من جامعة هارفرد في برنامج قيادة المستقبل وشهادة من جامعة ديوك في الولايات المتحدة الأمريكية في القيادة وشهادة  من جامعة ثندربيرد الأمريكية في التسويق وإدارة العلامات التجارية. وحاصل على المرتبة الأولى في القيادة في جائزة القيادة العالمية من جامعه ثندربيرد للإدارة العالمية في ولاية أريزونا الأمريكية.
ساهم في تأسيس العديد من الجمعيات منها جمعية Int@j لتكنولوجيا المعلومات وجمعية مصدري الحجر والرخام، وجمعية مصدري الألبسة، وجمعية مصدري ومنتجي منتجات الزيتون، وجمعية مصدري الأثاث. •وهو أول أردني يشغل حالياً منصب عضو في مجلس الخبراء للأعمال في منظمة التعاون الاقتصادي والتنمية – OECD  في فرنسا وعضو وممثل منطقة دول حوض المتوسط في مجلس الخبراء في التوظيف وتنظيم إستراتيجيات الريادة لدول حوض المتوسط في الاتحاد من أجل المتوسطUFM ، برشلونة – إسبانيا، وعضو في لجنة برنامج التشغيل الوطني، وعضو في الجنة الوطنية لوضع استرتيجية السياحة من عام 2020 إلى 2025 وعضو في لجنة إدارة المواقع السياحية، وخدم  كعضو مجلس التعليم العالي، وعضو مجلس تشجيع الاستثمار، وعضو اللجنة الوطنية لتنمية الموارد البشرية، ومجلس كلية إدارة الأعمال في الجامعة الأردنية وهوعضو في  مجلس جامعة العلوم والتكنولوجيا الأردنية، ومجلس الملكة رانيا للدراسات وخدمة المجتمع في جامعة اليرموك وساهم في تأسيس جائزة الملك عبد الله الثاني للتميز للقطاع الخاص وهو رئيس مجلس إدارة جمعية الأعمال الأردنية الكندية وشغل العديد من المناصب في القطاع الخاص.